# あゆみゆい
あゆみ ゆい（2月3日 - ）は、日本の漫画家。東京都出身。みずがめ座。血液型はA型。

## 来歴
1987年、第4回なかよし新人まんが賞入選「ひまわりイリュージョン」で、『なかよしデラックス』（講談社）夏の号にてデビュー。代表作は『デリシャス!』、『明日のナージャ』。
1990年代の『なかよし』（講談社）を代表する漫画家。繊細な線、柔らかなタッチで描く。原作の連載が多い。影響を受けた漫画として上原きみこの漫画を挙げている。趣味はテディベア集めで、作中にも度々テディベアが登場する。
デビュー前にあさぎり夕の元でアシスタント経験あり。

## 年譜
- 1987年 - 『なかよしデラックス』に掲載された「ひまわりイリュージョン」でデビュー。
- 1995年 - 『ようこそ!微笑寮へ』がドラマCD化。
- 1996年 - 『デリシャス!』のメニューがガストで販売。
- 2003年 - アニメ作品『明日のナージャ』の漫画版を担当。
- 2004年 - 漫画家活動を休止。
- 2011年 - 東日本大震災チャリティ同人誌「pray for Japan」にイラストを寄稿[3]。

## 著作

### 漫画
- ひまわりイリュージョン（『なかよしデラックス』1987年夏の号）
- とまどいの放課後（『なかよしデラックス』1987年6号）
- ときめきバレンタイン（『なかよし』1988年2月号）
- ラストシーンのあなたは…（『なかよしデラックス』1988年4号）
- あじさい色のシーン（『なかよし』1988年6月号）
- 夏色列車（『なかよし』1988年増刊号）
- 迷子の恋愛（『なかよし』1988年10月号）
- 一瞬のなかのあいつ（『なかよしデラックス』1988年冬の号）
- ときめきの法則（『なかよし』1989年4月号 - 8月号、全5回）
- パールの気持ち（『なかよしデラックス』1989年5号）
- 恋月夜（『なかよしデラックス』1989年6号）
- 時計じかけのエトランゼ（『なかよし』1990年1月号 - 4月号、全4回）
- ステキにKISSして（『なかよしデラックス』1990年4号）
- 少女の童話（『なかよしデラックス』1990年5号）
- えんじぇる・まじっく（『なかよし』1991年1月号）
- 卒業〜泣かないで〜（『なかよしデラックス』1991年2号）
- うぇるかむ!（『なかよし』1991年5月号 - 1992年3月号、全11回） - 原作:芳村杏
- トワイライト待夢（『なかよしデラックス』1992年4号）
- チム・チム・チェリー!
  - 第1話 ちっちゃな乳母がやってきた（『るんるん』1992年夏休み号）
  - 第2話 恋しちゃったリズ（『るんるん』1993年冬休み号）
  - 第3話 ハッピーは ないしょ ないしょ（『るんるん』1993年5月号）
  - 第4話 シェリーと小さな友だち（『るんるん』1993年7月号）
  - 第5話 真夜中のランデブー（『るんるん』1993年9月号）
  - 第6話 秋の日-ゆずり葉のお話（『るんるん』1993年11月号）
  - 第7話 メリー・メリー・クリスマス（『るんるん』1994年1月号）
  - 第8話 テディ・ベア パニック!（『るんるん』1994年3月号）
  - 第9話 メグとリズ 乳母になる（『るんるん』1995年3月号）
  - 第10話 いつかオトナになったら（『るんるん』1994年5月号）
  - 第11話 ミッドナイト・サマードリーム（『るんるん』1995年7月号）
  - 第12話 さびしがりやの……（『るんるん』1994年3月号）
  - 第13話 「おかえりなさい」（『るんるん』1994年11月号）
  - 第14話 ゆううつな トキも あるよね（『るんるん』1995年11月号）
  - 第15話 ウキウキするもの探しにいこう!（『るんるん』1996年3月号）
  - 第16話 いつか りっぱな乳母に…（『るんるん』1996年11月号）
  - 第17話 恋がはじまるとき（『るんるん』1997年7月号）
  - 第18話 あなたの たいせつなものは なんですか?（『るんるん』1997年11月号）
  - 第19話 たくさんのコドモたち（『るんるん』1998年1月号）
- 太陽にスマッシュ!（『なかよし』1993年1月号 - 8月号、全8回）
- ようこそ!微笑寮へ（『なかよし』1994年3月号 - 1996年2月号、全24回） - 原作:遠藤察男
- デリシャス! - 原作:小林深雪
  - MENU 1 お料理上手なアイドル誕生!?（『なかよし』1996年4月号）
  - MENU 2 ドキドキ!りんごのTV初出演（『なかよし』1996年5月号）
  - MENU 3 りんごの『チム・チム・チェリー!』大作戦（『なかよし』1996年6月号）
  - MENU 4 公開生放送は大パニック（『なかよし』1996年7月号）
  - MENU 5 夏休みの「つめたい体験」!?（『なかよし』1996年8月号）
  - MENU 6 一臣のピンチをバナナが救う!?（『なかよし』1996年9月号）
  - MENU 7 りんごのベリー・ハッピー・バースデイ（『なかよし』1996年10月号）
  - MENU 8 アリスのティー・パーティーで料理バトル!（『なかよし』1996年11月号）
  - MENU 9 クリスマスケーキはだれと食べる?（『なかよし』1996年12月号）
  - MENU 10 新春特番で和菓子対決!（『なかよし』1997年1月号）
  - MENU 11 バレンタインに告白します!（『なかよし』1997年2月号）
  - MENU 12 ひなまつりに交際宣言!（『なかよし』1997年3月号）
  - MENU 13 一臣にささげるバラ色ケーキ（『なかよし』1997年4月号）
  - MENU 14 カルシウムがたりない!（『なかよし』1997年5月号）
  - MENU 15 恋がはじまるビスケット（『なかよし』1997年6月号）
  - MENU 16 胸さわぎのシューアイス（『なかよし』1997年7月号）
  - MENU 17 メロンの気持ち（『なかよし』1997年8月号）
  - MENU 18 りんごと一臣とレストラン（『なかよし』1997年9月号）
  - MENU 19 ハロウィンでどっきり（『なかよし』1997年10月号）
  - MENU 20 白雪姫のりんご（『なかよし』1997年11月号）
  - MENU 21 マシュマロのキス（『なかよし』1997年12月号）
  - MENU 22 さよなら『デリシャス・タイム』（『なかよし』1998年1月号）
  - MENU 23 ピクニックへいこう!（『なかよし』1998年3月号）
  - MENU 24 春をつげる野菜サラダ（『なかよし』1998年4月号）
  - MENU 25 朝ごはん、ちゃんと食べてる?（『なかよし』1998年5月号）
  - MENU 26 ふたりでお茶を（『なかよし』1998年6月号）
  - MENU 27 星に願いを（『なかよし』1998年7月号）
  - MENU 28 トロピカルフルーツ・パーティ（『なかよし』1998年8月号）
  - MENU 29 スポーツの秋 ロマンスの秋（『なかよし』1998年9月号）
  - MENU 30 失恋にはカステラ（『なかよし』1998年10月号）
  - MENU 31 スープでなかなおり（『なかよし』1998年11月号）
  - MENU 32 ラスト・クリスマス（『なかよし』1998年12月号）
  - MENU 33 お別れのサンドウィッチ（『なかよし』1999年1月号）
  - MENU 34 手づくりのウエディング・ケーキ（『なかよし』1999年2月号）
  - MENU 35 世界でいちばんおいしいメニュー（『なかよし』1999年3月号）
  - あわせてデリシャス!（『なかよし増刊なつやすみランド』1997年8月号）
  - 番外編 エプロン そのフリルに魅せられた者（『なかよし増刊はるやすみランド』1998年4月号）
  - 番外編 朱菜のホラーパーティー（『なかよし増刊なつやすみランド』1998年8月号）
- I wish…（『なかよし増刊なつやすみランド』1998年8月号）
- 吠える大捜査線（『なかよし』1999年2月号・3月号）
- コイスルココロ（『なかよし』1999年9月号）
- ぜんまいじかけのティナ（『なかよし』1999年11月号 - 2001年2月号、全15回） - 原作:明貴美加
  - 番外編 かえる姫のために（『なかよし増刊なつやすみランド』2000年8月号）
- デビピッピ（『なかよし増刊はるやすみランド』2001年4月号）
- 手の中の宇宙（『なかよし増刊ふゆやすみランド』2002年1月号）
- ヒトメボレ前線（『なかよし増刊はるやすみランド』2002年4月号）
- め〜め〜る〜（『なかよし増刊なつやすみランド』2002年8月号）
- 明日のナージャ（『なかよし』2003年3月号 - 2004年2月号、全12回） - 原作:東堂いづみ

### 挿し絵
- スーパーガールのゆううつ（なぶらひみ、講談社X文庫ティーンズハート）
- 異星人 ハンバーガーデート（なぶらひみ、講談社X文庫ティーンズハート）
- ロックンロール ゴットバアちゃん（なぶらひみ、講談社X文庫ティーンズハート）
- おしかけデストロイヤー（なぶらひみ、講談社X文庫ティーンズハート）
- うぇるかむ!（芳村杏、講談社X文庫ティーンズハート）
- デリシャス! スイート・クッキング - 世界でいちばんおいしいデザート（小林深雪、講談社KCデラックス）

## アニメ化・CD化

### CD
- ようこそ!微笑寮へ（登場人物名の横にあるのは声優名）
  - 間島麻琴 - 丹下桜
  - 橘誠 - 山口勝平
  - 鈴ヶ丘美笛 - 松下美由紀
  - 藤井さより - 冬馬由美
  - 太 - 難波圭一
  - 一郎太 - 檜山修之

### アニメ
- 明日のナージャ